# アムール州

アムール州
Амурская область

アムール州（アムールしゅう、Амурская область; Amur Oblast）は、ロシア連邦の州（オーブラスチ）。州都はブラゴヴェシチェンスク。極東連邦管区に含まれる。

## 地理
南は中国黒竜江省と国境を接する。ロシア連邦内では、北にサハ共和国、東にハバロフスク地方、南にユダヤ自治州、西はザバイカリエ地方（旧チタ州）と隣り合う。アムール川が中国との国境線となっており、州内の主要な河川はアムール川の支流、ゼヤ川とブレヤ川。スタノヴォイ山脈がサハ共和国との境界を形成している。

## 住民
2021年の国勢調査によるとロシア人が689,864人で、人口の95.2%を占める。次にウクライナ人が4,422人（0.6%) 、アルメニア人が2,988人（0.4%）、ウズベク人が2,328人（0.3%）と続く。
シベリアの先住民族の占める割合はきわめて小さい。

## 資源・産業
石炭や金を産する。主要な産業は金属加工、木材加工など。スヴォボードヌイおよびツィオルコフスキー近くのスヴォボードヌイ宇宙基地の跡地に、将来はカザフスタンにあるバイコヌール宇宙基地に取って代わるヴォストーチヌイ宇宙基地が建設されて使用が始まっており、そこに従事する技術者・労働者も増えている。

## 歴史
元来清に属する満洲地域であったが、17世紀半ばごろからロシア人のこの地域への流入が始まった。移住は19世紀に盛んになり、1858年にはアイグン条約に基づきロシア帝国領となりブラゴヴェシチェンスクが建設される。20世紀初めにシベリア鉄道が開通してからさらに人口が流入した。アムール・コサック軍の任務地帯であった。1932年10月20日に州として設置された。
第二次世界大戦後は、州内に収容地区（グラーグ）が多数設置され、シベリア抑留を受けた日本人捕虜が収容された。日本人捕虜は強制労働に従事した。

## 都市
中国との国境近くに位置する州都ブラゴヴェシチェンスクのほかに、主な都市としてティンダ、スヴォボードヌイ、ベロゴルスク、ゼヤ、ライチヒンスク、シマノフスク、ザヴィチンスク、マグダガチ、スコヴォロジノ、アルハラ、プログレスなどがある。

## 軍事
州内の居住地ウクラインカには、ロシア空軍の戦略爆撃機部隊である第37航空軍の本部が置かれている。

## 標準時
この地域は、ヤクーツク時間帯の標準時を使用している。時差はUTC+9時間で、夏時間はない。2011年3月までは標準時がUTC+9で夏時間がUTC+10であったが、同年3月以降は夏時間を標準時とする形でUTC+10に変更された。2014年10月に再びUTC+9に戻された。